# Albert Giesecke
Albert Anthony Giesecke, (Filadelfia, Estados Unidos, 30 de noviembre de 1883-Miraflores (Lima), Perú, 7 de septiembre de 1968) fue un maestro estadounidense, que llegó al Perú contratado por el gobierno de este país. Se le confió el rectorado de la Universidad Nacional de San Antonio Abad del Cusco, donde realizó una reforma trascendental (1910-1923). Llegó a ser alcalde del Cusco.

## Biografía
Hijo de Albert Frederick Giesecke (inmigrante alemán) y Catalina Elizabeth Partheymüller de Giesecke. Estudió Economía y Administración en la Universidad de Pensilvania y en la Universidad de Cornell. Graduado de doctor en Filosofía y Jurisprudencia, viajó a Europa y siguió cursos en las universidades de Berlín, Lausana y Londres. De regreso en los Estados Unidos, empezó su carrera docente en Cornell (1906-1908) y Pensilvania (1908). También se desempeñó como investigador en el Museo Británico y en el Departamento de Estadística del Gobierno Federal de Estados Unidos.
El gobierno peruano, a través del Ministerio de Justicia e Instrucción, cuyo titular era entonces Manuel Vicente Villarán, encargó a Francisco García Calderón a que buscara en los Estados Unidos pedagogos competentes para contratarlos en el marco del plan de la modernización de la educación peruana. Leo Rowe, profesor de la Universidad de Pensilvania, recomendó a uno de sus exalumnos, Giesecke, que tenía entonces 26 años de edad.
Giesecke llegó a Lima el 9 de julio de 1909, incorporándose temporalmente al Colegio Nacional Nuestra Señora de Guadalupe con la misión de desarrollar su sección comercial y colaborar así en la reforma vocacional de la educación secundaria. Sin embargo, el gobierno le tenía reservado una tarea más ambiciosa: la reforma de los estudios universitarios. Fue así que en 1910 el presidente Augusto B. Leguía lo nombró rector de la reabierta Universidad Nacional de San Antonio Abad del Cusco, que había sido clausurada el año anterior. El hecho que fuera extranjero y muy joven suscitó no pocas críticas. Giesecke tomó a su cargo las cátedras de Ciencias Económicas y Derecho, y realizó una reforma trascendental, haciendo ingresar a la Universidad al terreno de la modernidad. Introdujo nuevos métodos y técnicas de enseñanza, así como las prácticas deportivas entre sus alumnos. Organizó el Museo Arqueológico, apoyó los trabajos arqueológicos, fomentó los estudios sociológicos de la región y realizó un censo del Cuzco, con el apoyo de sus alumnos. Su labor lo realizó en medio de un inusitado ambiente de confraternidad con los catedráticos y los alumnos.
Simultáneamente a su labor pedagógica, fue miembro del concejo municipal (1912-1923) y de la Sociedad de Beneficencia Pública. Llegó incluso a ser alcalde (1920-1923), y en tal calidad, se preocupó por la pavimentación de las principales calles, la instalación de servicios sanitarios y la construcción de la vía de acceso a las ruinas de Sacsayhuamán.
Se casó con la dama cusqueña María Esther Matto Usandivaras (pariente de la escritora Clorinda Matto de Turner), con quien tuvo dos hijos: Esther Catalina y Alberto Antonio.
En 1923, dejó el rectorado cusqueño y, llamado por el gobierno, se trasladó a Lima en 1924, para ejercer el cargo de director general de Enseñanza del Ministerio de Justicia e Instrucción, cargo que ejerció hasta 1930. Fue también consultor de la Comisión Plebiscitaria de Tacna y Arica (1925-1926) y director del Instituto de Educación de la Universidad Nacional Mayor de San Marcos (1931-1932). En esta universidad dictó un curso de Historia de la Educación (1940-1942). Incorporado a la embajada de Estados Unidos, en calidad de agregado civil, favoreció el buen entendimiento con el Perú.

## Publicaciones[1]
- Guide to Cuzco (Guía del Cusco, 1923).
- Los plebiscitos en la historia, con un resumen de la cuestión de Tacna y Arica (1924).

Publicó también numerosos artículos de divulgación sobre Arqueología y Geografía peruana.